# Steven Reid
Steven Reid, född 10 mars 1981 i London, är en engelsk-irländsk före detta fotbollsspelare. Mellan 2001 och 2010 spelade Reid 23 matcher och gjorde 2 mål för det irländska landslaget, han deltog vid VM 2002.
Reid debuterade blott 17 år gammal i Millwall FC säsongen 1997-98. Han var delaktig till att Millwall FC säsongen 2000-01 tog steget upp till första divisionen.
Steven Reid är även känd för att ha skjutit ett av de hårdaste skotten någonsin. 189 km/h mätte hans skott borta mot Wigan Athletic säsongen 2005/2006.